# 대신역
대신역(Daesin station, 大新驛)은 경상북도 김천시 아포읍 대신리에 위치한 경부선의 역이다. 역 구내에 박해수 시인의 시, 대신역 시비가 있다. 2008년 12월 1일부터 여객 취급이 중지되었다. 현재 역사는 카페로 리모델링하여 운영중이다.

## 역사
- 1916년 11월 1일 : 영업 개시
- 1942년 2월 24일 : 현재의 역사 신축
- 2002년 8월 31일 : 내부공사 시행
- 2007년 1월 17일 : 무배치 간이역 격하, 역무원 철수
- 2008년 12월 1일 : 여객취급 중지